# اتحاد الداما في أرمينيا
اتحاد الداما في أرمينيا (بالأرمنية: Հայաստանի շաշկի ֆեդերացիա)‏، المعروف أيضاً باسم اتحاد الداما الأرميني، هو الهيئة المنظمة للداما (المعروف أيضاً باسم الداما) في أرمينيا، والتي تحكمها اللجنة الأولمبية الأرمينية. ويقع مقر الاتحاد في يريفان.

## تاريخ
ويرأس الاتحاد حاليًا الرئيس ألبرت بوغوسيان. ويشرف الاتحاد على تدريب أخصائيي الداما وينظم مشاركة أرمينيا في المسابقات الأوروبية والدولية في مجال الداما. في نوفمبر 2019، استضاف الاتحاد كأس العالم في أرمينيا. وينظم الاتحاد أيضًا بطولات وطنية وتدريب/بطولات للشباب. والاتحاد عضو كامل العضوية في الاتحاد العالمي للصرف ضمن «الشعبة الأوروبية».

## روابط خارجية
- Checkers Federation of Armenia on Facebook